# Pherenice
Pherenice is een monotypisch geslacht van spinnen uit de  familie van de wielwebspinnen (Araneidae).

## Soort
- Pherenice tristis Thorell, 1899